# 243073 Freistetter
243073 Freistetter este un asteroid din centura principală de asteroizi.

## Descriere
243073 Freistetter este un asteroid din centura principală de asteroizi. A fost descoperit pe 16 aprilie 2007 la Drebach de André Knöfel. Asteroidul prezintă o orbită caracterizată de o semiaxă mare de 3,18 ua, o excentricitate de 0,20 și o înclinație de 30,5° în raport cu ecliptica.